# Diamond Moon
Diamond Moon (jap. ダイヤモンドの月, Daiyamondo no tsuki) ist ein japanischer Kurzfilm von Akira Nobi.

## Handlung
Diamond Moon erzählt die Geschichte einer Prostituierten, die ihre Freier ausraubt. Sie freundet sich mit einem Pantomimen an und schmiedet mit ihm gemeinsam unrealistische Pläne. Bei ihrem nächsten Freier stößt sie auf einen Koffer mit Geld und Drogen. Der anscheinend als Drogenkurier arbeitende Freier versucht sie zu töten, doch sie kann ihn mit einem Schwert erledigen. Zurück auf der Straße trifft sie den Pantomimen wieder. Die beiden suchen eine öffentliche Dusche auf. Während der Pantomime duscht, geht die Prostituierte nach draußen, um eine Zigarette zu rauchen. Sie schaut sich den Mond an. Als der Pantomime die Dusche verlässt ist sie verschwunden. Nur noch ihre abgeschlagene Hand ist zu sehen. Der Pantomime geht wieder an die Arbeit. Irgendwann taucht sie wieder auf, doch sie wurde übel misshandelt und ihre Hände und Füße amputiert. Der Pantomime entdeckt sie und spielt für sie. In einer Traumsequenz fallen beide sich in die Arme und küssen sich.

## Stil
Der Film ist in Schwarzweiß gedreht und enthält Stilelemente des Stummfilms. So sind zwar Dialoge im Film vorhanden, doch manchmal ertönt beschwingte Klaviermusik und die Dialoge werden als Schrifttafeln eingeblendet. Einzelne Bildsprünge erinnern an Slapstickkomödien der 1930er Jahre.

## Veröffentlichung
Der Film wurde 1991 gedreht und erhielt 1992 den Grand Prix beim Yūbari Kokusei Bōken Fantastic Eiga-sai (Internationales Abenteuer- und Fantasy-Filmfestival Yūbari) in der Sektion Independentfilm teil. Eine Kinopremiere fand im Kino Nakano Musashino Hall am 1. Februar 1997 gemeinsam mit Garden Without Birds vom gleichen Regisseur statt.
Die deutschsprachige Erstveröffentlichung erfolgte 2010 als Bonusfilm von Garden Without Birds. Für die Veröffentlichung zeichnet das holländische Label Shock (ehemals Japan Shock) verantwortlich. Laut Coverangaben ist die DVD nur für den Verkauf in Österreich vorgesehen und wurde am 31. März 2010 in Deutschland indiziert.